# Bola de sombra

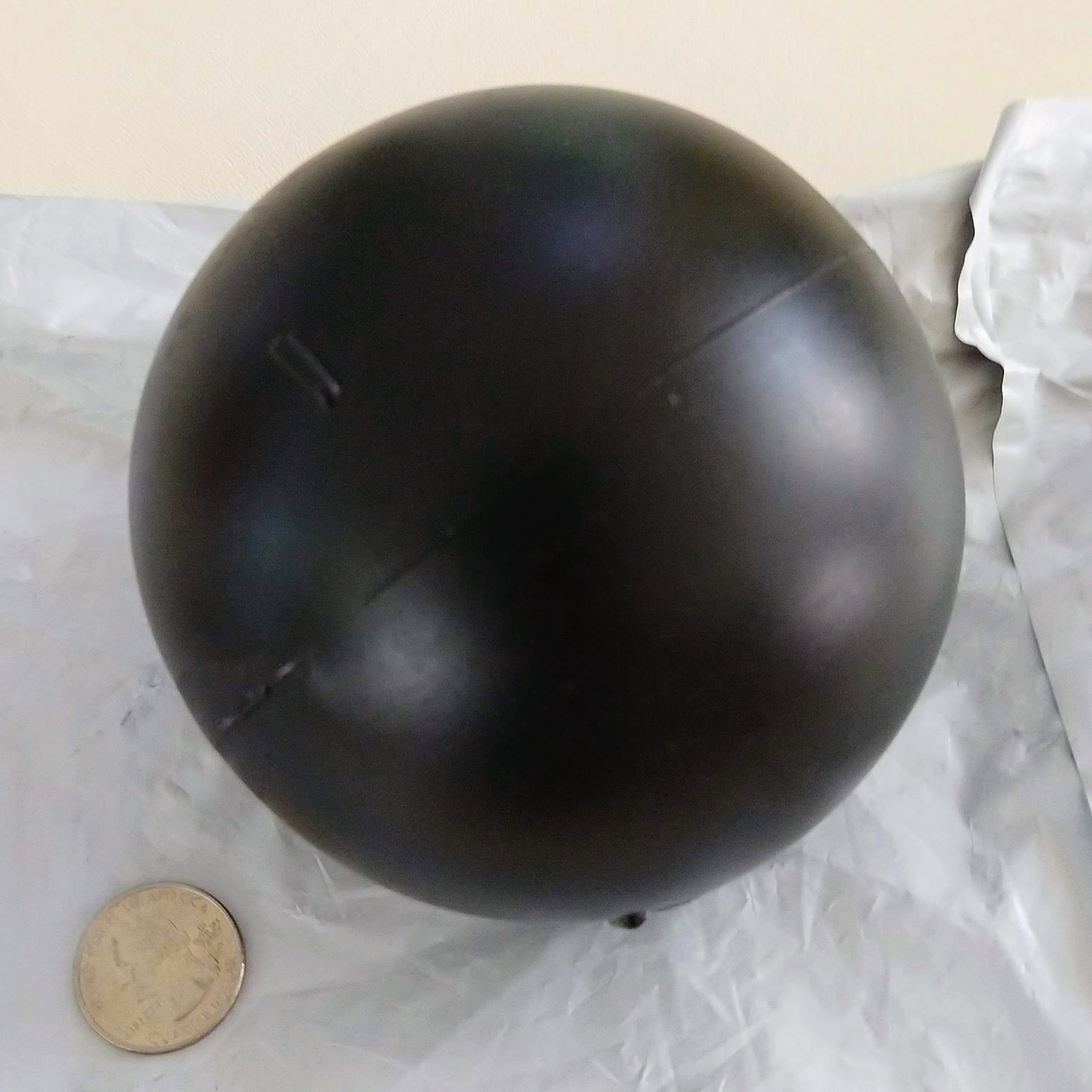
Comparación de tamaño de una bola de sombra con una moneda de veinticinco centavos de dólar.

Una bola de sombra, (del inglés: shadow ball o shade ball) es una pequeña esfera de plástico que flota sobre un depósito de agua por razones medioambientales, entre ellas, para frenar la evaporación y evitar que la luz solar provoque reacciones entre los compuestos químicos presentes en el agua. También conocidas como bolas para pájaros, se desarrollaron inicialmente para evitar que los pájaros se posaran en los cuerpos de agua. 
Esta tecnología ha demostrado ser efectiva para mitigar problemas derivados de la exposición solar, como la pérdida de agua y el desarrollo de compuestos químicos dañinos.

## Características y función

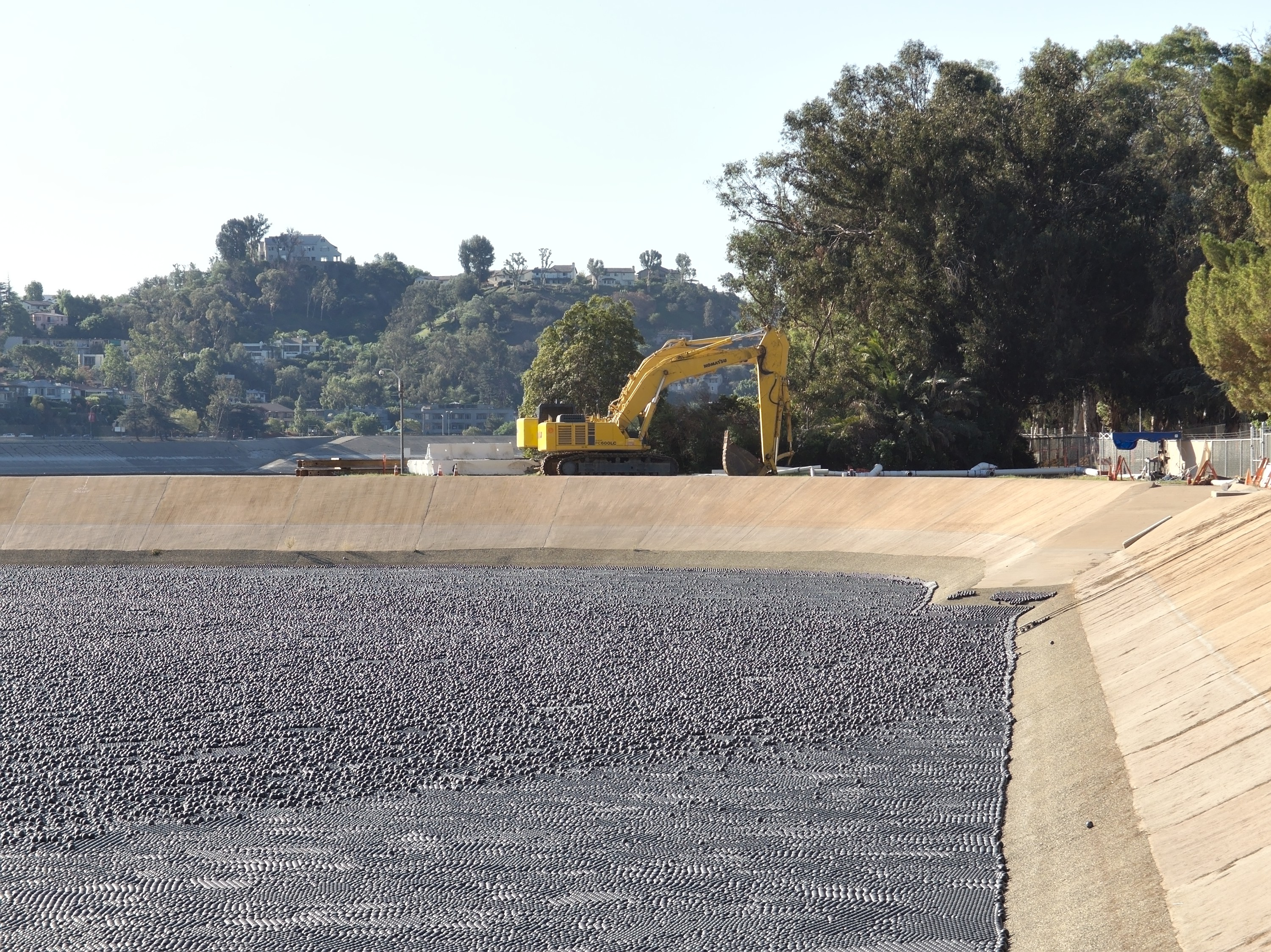
Porción del embalse Ivanhoe del embalse Silver Lake, en Los Ángeles, California, después de llenarse con bolas de sombra.

Las bolas de sombra se conocían originalmente como bolas para pájaros, ya que se desarrollaron inicialmente para evitar que los pájaros aterrizaran en estanques de relaves tóxicos producidos por las operaciones mineras.
Estas esferas están fabricadas con materiales plásticos atóxicos, polietileno de alta densidad y aditivos para filtrar rayos UV. Su diseño les permite flotar en la superficie de los embalses y cubrir grandes áreas. En su interior contienen agua para estabilizarse y evitar que sean arrastradas por el viento. Al bloquear la luz solar, impiden la proliferación de algas y la formación de bromato, un compuesto nocivo que surge de la interacción del cloro y los rayos UV.
El principal objetivo de las bolas de sombra es reducir la evaporación, un problema crítico en regiones afectadas por sequías. Por ejemplo, en Los Ángeles, California, se cubrieron 70 hectáreas de un embalse con 96 millones de estas pelotas y se estima que de este modo se previene la pérdida de 1,1 millones de metros cúbicos de agua al año.

## Beneficios ambientales y económicos
Además de evitar la evaporación, las bolas protegen el agua de contaminantes externos como polvo, lluvia y productos químicos. Al impedir la proliferación de patógenos y algas, mejoran la calidad del agua potable que llega a los ciudadanos. Desde el punto de vista económico, aunque el proyecto mencionado de Los Ángeles costó alrededor de 34 millones de dólares, las autoridades destacan el ahorro en agua y el impacto positivo a largo plazo. Con una vida útil estimada de diez años, las bolas de sombra ofrecen una solución práctica, escalable y respetuosa con el medio ambiente.